# Heidi Range
Heidi India Range (ur. 23 maja 1983 w Liverpoolu) – brytyjska wokalistka w latach 1998–1999 występująca w grupie muzycznej Atomic Kitten, a od 2001 roku związana z grupą Sugababes. Zastąpiła tam oryginalną członkinię grupy Siobhan Donaghy. 